# Springfield Atomkraftværk
Springfield Nuclear Power Plant er navnet på atomkraftværket fra den amerikanske tegnefilmsserie The Simpsons. Kraftværket er ejet af den ondsindede Montgomery Burns (Mr. Burns). Da kraftværket forsyner hele Springfields el-behov, har det været en god forretning for Mr. Burns.
Kraftværket er ikke helt legalt, men af en ukendt grund er det aldrig blevet lukket af myndighederne, sikkert fordi at Mr. Burns hele tiden "glemmer" mere end 100.000 dollars på sit skrivebord efter endt inspektion. Udslip af atomaffald fra kraftværket har resulteret i dannelsen af den treøjet fisk kaldet Blinky. Kraftværket er hele tiden på randen af eksplosion, og det er altid Homers skyld. Faktisk er antallet af ulykker på kraftværket blevet fordoblet hvert år, siden Homer startede.

## Kendte ansatte
- Carl Carlson
- Frank Grimes
- Lenny Leonard
- Homer Simpson
- Waylon Smithers